# Emmanuelle de Boysson
Emmanuelle de Boysson, née Emmanuelle Monnier en 1955 à Paris, est une romancière, critique littéraire et essayiste française.

## Biographie

### Origines et formation
Fille de Gilbert Monnier et de Michelle Izard, sœur de la chorégraphe Mathilde Monnier, elle est la petite-fille de l'avocat Georges Izard de l'Académie française et de Catherine Daniélou, la petite-nièce du cardinal Jean Daniélou et de l'hindouïste Alain Daniélou, la nièce du producteur de télévision Christophe Izard. Elle est la cousine de la photographe Valentine Monnier.
Elle passe son enfance au Maroc, à Mohammédia, son adolescence à Mulhouse. Après une terminale et une hypokhâgne à Sainte-Marie de Neuilly, collège fondé par son arrière grand-mère, Madeleine Daniélou, elle entre à l'Institut d'études politiques de Paris (IEP) et obtient une licence de lettres modernes à Nanterre.
De son mariage avec Hervé de Boysson, elle a trois enfants : Sophie , Nicolas et Olivier. Elle est séparée de Hervé de Boysson depuis 2016.

## Carrière professionnelle
Parallèlement à ses débuts professionnels d'animatrice, elle suit des cours de théâtre chez Véra Greg et à l'Actors Studio. Co-fondatrice de la compagnie "Les Repus", avec le poète Augustin de Champeaux, la championne de tennis Martine Deliry et l'historien Pierre Mounier-Kuhn, elle joue dans Courteline en liberté au théâtre parisien Le Tintamarre, accompagnée au piano par le philosophe Bertrand Vergely; puis dans une pièce inédite d'Alfred Sauvy. 
Pendant quinze ans, elle est formatrice en relations humaines en free lance au sein de l'association Retravailler d’Évelyne Sullerot auprès de demandeurs d'emploi, de cadres et à l'Aérospatiale des Mureaux.
En novembre 1993, elle adapte pour le théâtre Le Rouge et le Noir de Stendhal. La pièce est jouée au Lucernaire, mise en scène par Virgil Tănase. Elle y interprète le rôle de madame de Rénal aux côtés de Julie Debazac.
Elle est ensuite journaliste à partir de 2000 : à L'Express, VSD, Paris Match, Marie Claire (durant douze ans), Service littéraire, BSC news, Le salon littéraire et Fémi9.
Depuis 2014, elle est chroniqueuse à Version Fémina à Fémi9, à Service littéraire et à l'arche.

### Membre de jurys
Emmanuelle de Boysson est cofondatrice du prix de la Closerie des Lilas dont elle préside le jury pendant dix ans. Elle a été membre du comité de sélection du festival des créations télévisuelles de Luchon. Elle est membre du jury du prix Geneviève-Moll de la biographie, du jury du prix littéraire Evok Collection, du jury du prix littéraire Simone-Veil, et du prix des Écrivains combattants.

## Œuvres

### Trilogie familiale
- Le Cardinal et l'Hindouiste ou Le Mystère des frères Daniélou, Éditions Albin Michel, collection Petite Renaissance, 1999,  (ISBN 2-75090-423-4)[3].
- Georges Izard, avocat de la liberté, Presses de la Renaissance, 2003,  (ISBN 2-75090-011-5).
- Le Secret de ma mère, Presses de la Renaissance, 2003,  (ISBN 2-85616-953-8).

### Biographie
- L'Amazone de la foi, La fascinante histoire de Madeleine de la Peltrie, pionnière du Nouveau Monde, Presses de la Renaissance, 2005,  (ISBN 2-85616-952-X).

### Essais et romans
Après plusieurs essais, Emmanuelle de Boysson se consacre à l'écriture de romans où elle explore les méandres de la psychologie des femmes, leurs obsessions, leurs secrets, leur quête de liberté.

#### Peinture de mœurs contemporaines
- Les Grandes Bourgeoises, Éditions Jean-Claude Lattès, Pocket, 2006,  (ISBN 2-84492-273-2)[11],[12].
- Femmes : les grands rendez-vous de votre vie, Presses de la Renaissance, collection Documents, 2007,  (ISBN 2-75090-294-0).
- Les Secrets des couples qui durent, Presses de la Renaissance, J'ai lu, 2008 (tome 1  (ISBN 2-75090-115-4), tome 2  (ISBN 2-29000-700-5), tome 3  (ISBN 2-29000-701-3), tome 4  (ISBN 2-29001-006-5), tome 5  (ISBN 2-29001-009-X)).
- Les Nouvelles Provinciales, Éditions Jean-Claude Lattès, J'ai Lu, 2008,  (ISBN 2-29001-726-4).
- Ami, amie pour la vie avec Claude-Henry du Bord, Éditions du Rocher, 2009,  (ISBN 2-26806-751-3).
- La Beauté des femmes mûres Ed. Alphée, 2010,  (ISBN 2-75380-590-3).
- Nous les bons vivants avec Claude-Henry du Bord, Éditions du Rocher, 2010,  (ISBN 2-26806-935-4).
- Le Bonheur en prime, Paris, Éditions Flammarion, 2014,  (ISBN 978-2-08-133059-7)[13],[14]

#### Romans historiques
- Trilogie Le temps des femmes
  - Le Salon d’Émilie, Éditions Flammarion, J'ai Lu, 2011,  (ISBN 2-29003-940-3)[15]
  - La Revanche de Blanche, Éditions Flammarion, J'ai Lu, 2012,  (ISBN 2-29004-130-0)
  - Oublier Marquise, Éditions Flammarion, 2013,  (ISBN 2-08129-040-5)[16] - Prix du jury Simone Veil 2014[17].

#### Essais littéraires
- Stendhal se démasque, Duetto, éd. Nouvelles Lectures, 2016.
- Balzac amoureux, éd. Rabelais, mai 2016.

#### Romans autobiographiques
- Les Années Solex, Éditions Héloïse d'Ormesson, février 2017  (ISBN 978-2-35087-393-0)[18],[19],[20].
- Que tout soit à la joie, Éditions Héloïse d'Ormesson, juin 2019[2],[21],[22].
- Un coup au cœur, Calmann-Lévy, 2024 (adapté au théâtre en 2024 sous le titre À cœur perdu. La pièce est jouée au théâtre Essaïon à Paris et au Festival d'Avignon).

#### Romans sur des femmes inspirantes
- Je ne vis que pour toi, Éditions Calmann-Lévy, octobre 2020[23].
- June, Éditions Calmann-Lévy, septembre 2022[24],[25]

## Distinctions
- 2014 : prix Simone-Veil pour Le temps des femmes. Oublier Marquise[17]
- 2022 : chevalier dans l'ordre des Arts et des Lettres au titre de « Écrivaine, journaliste, critique littéraire »[26].

## Pour approfondir